# Награда Шушњар
Награда „Шушњар“ је престижна награда за најбољу песничку књигу. 
Додељује се у Оштрој Луци Републици Српској на десетим међународним књижевним сусретима “Шушњар“. 
Манифестација је 2005. одржана по десети пут.
Добитник, за 2005,  је угледни песник Милан Ненадић, коме је награда свечано уручена 31. јула у Оштрој Луци. Ово песничко признање припало му је за књигу изабраних и нових песама Пола капи росе, чији је издавач “Орфеус” из Новог Сада.